# آرد (آرکانزاس)
آرد (به انگلیسی: Ard) یک منطقهٔ مسکونی در ایالات متحده آمریکا است که در آرکانزاس واقع شده است. آرد ۱۳۹٫۹ متر بالاتر از سطح دریا قرار دارد.